# ناحیه مست‌چاه
ناحیۀ مست‌شاه (به تاجیکی: Ноҳияи Мастчоҳ) از شهرستان‌های استان سغد تاجیکستان است.
این ناحیه در شمال تاجیکستان و در ۵۶ کیلومتری شهر خجند قرار دارد. مرکز آن شهرک کوچک بوستان است که فاصلهٔ آن تا دوشنبه، پایتخت تاجیکستان ۳۶۰ کیلومتر می‌باشد.
ناحیۀ مست‌شاه ۴۷۱۲٬۳ کیلومتر مربع مساحت دارد و جمعیت آن در سال ۲۰۱۰ برابر با ۱۰۱ هزار و ۷۰۰ نفر بود. تراکم جمعیت آن هم در آن سال ۱۰۱٬۸ نفر در کیلومتر مربع بود.

## بخش‌بندی
ناحیه مست‌چاه ۳ شهرک و ۷ جماعت (بخش) دارد.:
| جماعت‌های ناحیه مست‌چاه |        |
| جماعت                 | جمعیت  |
| شهرک بوستان           | ۱۰ ۱۵۱ |
| اَوزی‌کند               | ۱۰۳۷۳  |
| مست‌چاه                | ۱۶۴۰۱  |
| آب‌بُردان               | ۲۷۳۶۶  |
| پَلدارک                | ۱۵۶۸۰  |
| تَکِلی                  | ۱۶۴۳   |
| قُرُقسای                | ۲۷۲۹   |